# Pandèmia de COVID-19 a Mònaco
L'arribada de la pandèmia per coronavirus de 2019-2020 a Mònaco es va confirmar el 29 de febrer de 2020.
Tot i un segon cas el 12 de març l'epidèmia va agafar més embranzida al penyal dos dies després. El Covid-19 ha afectat certes personalitats rellevants del país com ara el Ministre d'Estat, Serge Telle, que va confirmar la seva infecció el 16 de març, i tres dies després el mateix príncep Albert II.
En data del 19 d'abril, el principat comptava 94 casos confirmats, 22 persones guarides i 3 víctimes mortals.

## Cronologia

Mapa de les àrees del principat de Mònaco amb casos confirmats (vermell) (4 de març de 2020)

El 29 de febrer, el govern monegasc va anunciar el primer cas confirmat de Covid-19 al país, un home que havia estat admès al Centre Hospitalari Princesa Grace i posteriorment transferit a l'Hospital Universitari de Niça.
El segon cas no va aparéixer abans la primera meitat del mes següent, el dia 12. El 14 de març, quan es va tenir notícia d'una tercera persona contagiada, el govern ordenà el tancament de les escoles, de les guarderies, dels gimnasis, dels parcs i dels monuments.
El 15 de març el nombre de persones infectades pel virus va progressar més ràpidament i arribà aleshores a set. L'endemà, Serge Telle, el cap de govern del Mònaco esdevingué el primer cap d'estat a resultar positiu per la COVID-19.
El 28 de març s'enregistrà la primera víctima mortal del petit país, una octogenària no-resident que havia estat admesa en reanimació tres dies abans al Centre Hospitalari Princesa Grace.

## Dades estadístiques
Evolució del nombre de persones infectades amb COVID-19 a Mònaco